# 分流 (香港)

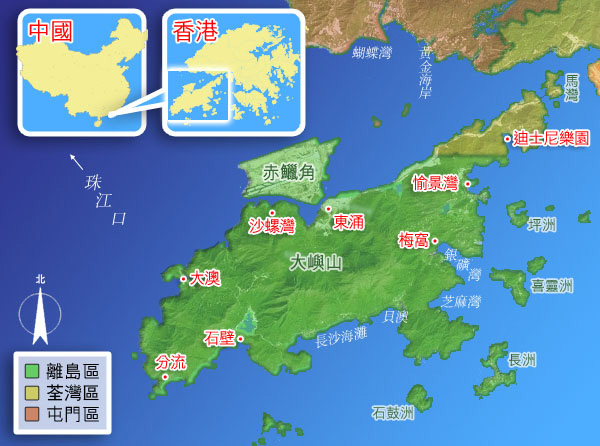
分流在大嶼山西南部，為香港境內最西南的地方

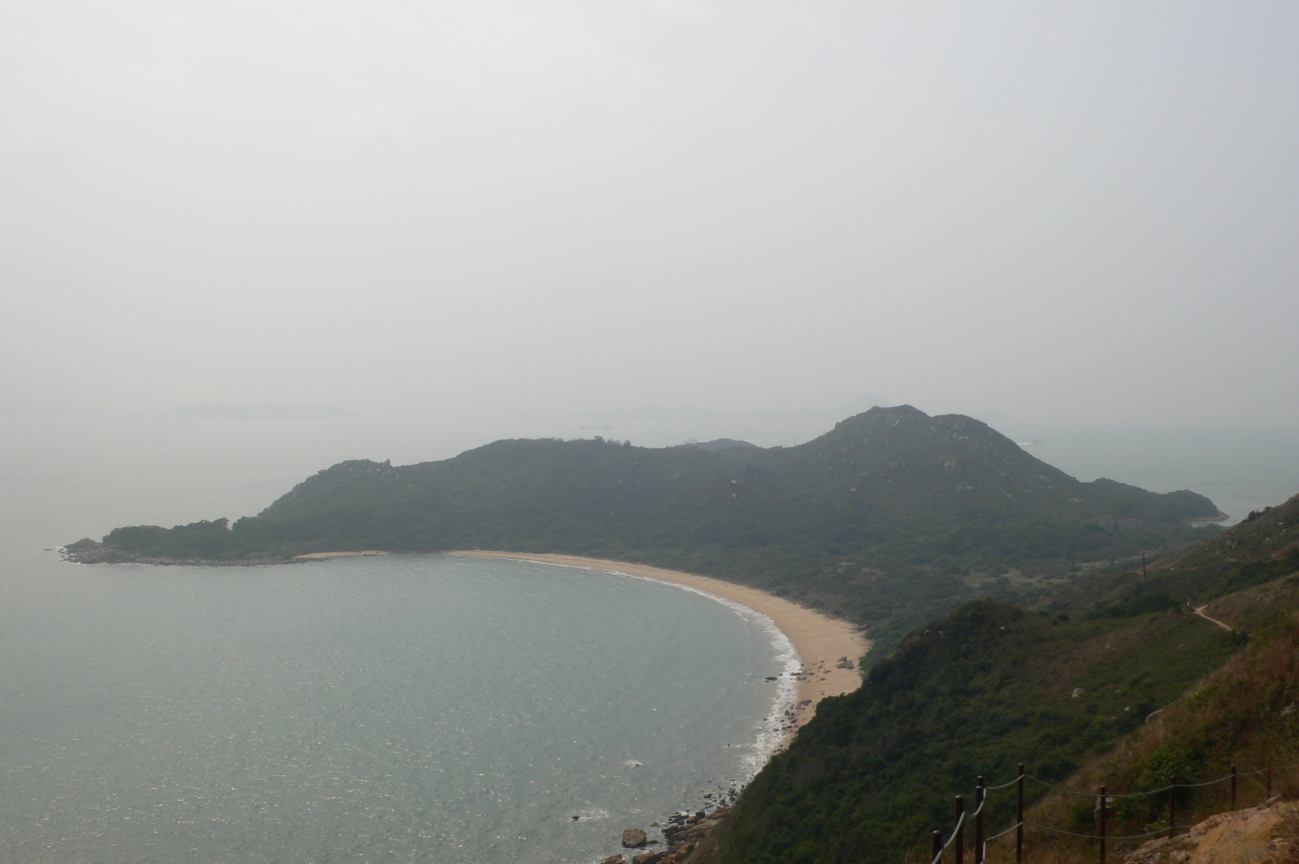
分流半島

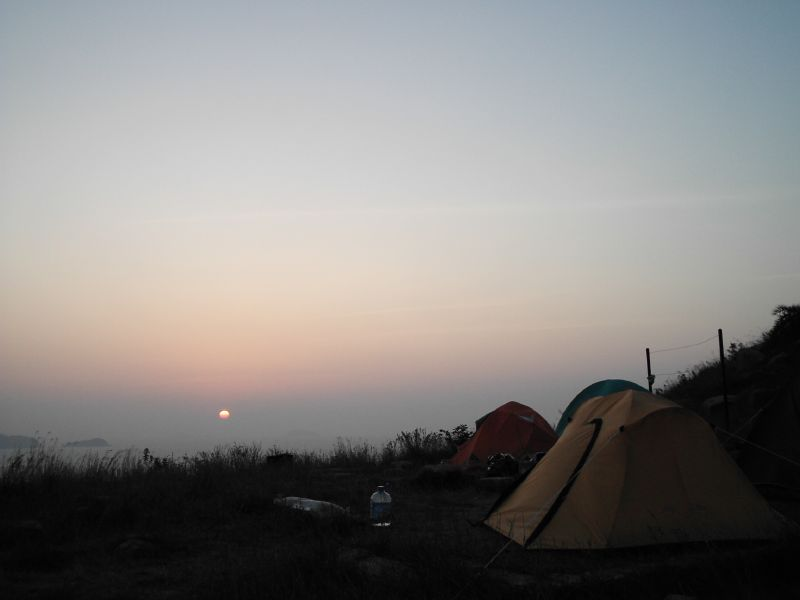
分流日落景緻

分流（英語：Fan Lau）位於香港大嶼山的西南岬角，原稱汾流，為香港境內最西南的地方，屬南大嶼郊野公園的範圍。

## 歷史
分流於新石器時代晚期及青銅時代早期已經有人類活動的痕跡。分流石圓環是香港一個石器時代晚期至青銅時代的遺跡，於1983年4月15日被列為香港法定古蹟。
於明代，分流是南來船隻進入廣州的兩條航道之一，有重要的戰略價值。分流岬角的七十公尺高地上建有炮台。有學者認為分流炮台初建以防禦海盜，較為明確的記載見於《澳門記略》，謂雍正七年（一七二九年）時於大嶼山「兩山各設炮台」，其一相信為分流炮台，因此炮台較保守的年代也有二百七十多年之久，並確認為是香港最早建成的炮台，於1981年宣佈為法定古蹟。

## 名稱
分流由於位處珠江與太平洋（南中國海）水域的分界，以海水「分流」成泥黃色與澄青色的景觀而得名。
此地在1904-57年地圖曾稱石筍，1957、1970年英文名並列為Fan Lau (Shek Sun)，1972年起不再稱Shek Sun。

## 地理
分流半島三面臨海。東面為狗嶺涌，南面為珠海桂山島，西北面為雞翼角，北面有分流村。

## 交通
分流長久以來沒有任何行車道路和輪船連接，只可靠由鳳凰徑步行前往，但路程相當遠，而且崎嶇不平。
欲前往分流，可在東涌站乘搭新大嶼山巴士11或23線往石壁，亦可在中環碼頭乘小輪前往梅窩，然後轉乘新大嶼山巴士1或2線前往石壁，下車後約步行2小時經狗嶺涌抵達分流。
分流現時沒有公路讓汽車直達。

## 著名地點
分流郊遊徑途中有多個古跡及自然風景。
- 分流天后廟
- 分流炮台
- 分流石圓環
- 鳳凰徑第七段
- 分流東灣
- 分流西灣
- 西南大嶼山海岸公園

## 區議會議席分佈
由於未有任何發展，分流現時維持低度人工發展的狀態，而整個石壁都劃入大嶼山選區。

## 事件
分流地處港澳航道之上，雖有燈塔，但以往夜船航行時有碰撞。
1963年11月13日晚上8時許，載著約1,000人的港澳航線大船佛山輪返港時，在分流燈塔南面海域與貨船新東榮號相撞，後者被撞沉。事發前2小時（即下午6時半），天已入黑，佛山輪與貨船相遇並響號，貨船船頭卻撞在佛山輪右舷，但佛山輪不顧而去，續駛往香港。14日零時再由香港駛往澳門，經過分流角又為黑夜，未知貨船已沉。至14日上午10時由澳回港，佛山輪上的人才發現貨船已沉沒，露出船桅，但該船之7名船員已離去。他們無人受傷，游水上岸後攀山越嶺，續於14日凌晨2時抵達大澳警署報案。報案後的上午6時，船員乘港九油蔴地小輪往香港，再向海事處述明相撞事件經過。該案12月在九龍地方法院提堂。佛山輪船長、大副及舵手郭湖涉不顧新東榮號而去，郭湖延聘張奧偉作辯護律師，張奧偉否認兩船曾相撞，指最接近時相距20碼(18米)。新東榮號船主陳國供稱11月13日晚8點05分，兩船相距約四、五百碼，佛山輪自新東榮號右方駛來並鳴號兩響，即要求新東榮號向左方避去，但旋即佛山輪船頭撞向新東榮號船尾，新東榮號因此撞向佛山輪船身。船主又稱事發前警告佛山輪兩次，但及後新東榮號被撞，機房入水，又響號四響求援，但佛山輪不顧而去。新東榮號船上各人嘗試駛船至近岸地方然後游泳上岸。佛山輪瞭望員張林則指離貨船千碼時已示意警告，響號四次每次兩響，及第四次響號時張見貨船距佛山輪千餘呎，又聞輕微撞擊聲。
12月11日，佛山輪舵手郭湖辯稱不知有撞船一事，亦說沒有人告知他曾經撞船，但廚子包發聞警號笛後到船舷察看，已見有綠、白燈號及桅杆的新東榮號在船側擦過來佛山輪，不少乘客亦張望，故包發曾叫乘客回艙，最後包發見到新東榮號有微弱燈光，船員扭舵往岸邊駛去。佛山輪首席領航員郭培則稱，該輪13日晚6時半由澳門開出，稍事工作後休息，至8時20分，聞乘客嘈吵的他見後方有另一船德星號於遠處，前方近處則有新東榮號，該船面有被告郭湖及大副，他們曾回應郭培問有何事時答「有事」。郭湖（後來報道又稱郭明，疑手民之誤）則說佛山輪駛至垃圾尾港海面時由他當值，見木船迎輪而來，駛至5碼時他見新東榮號從輪側駛過，沒人告知他有撞船一事，翌日再由澳回港時航經分流角海面，郭湖方見有一木船，方才報告大副，大副下令放舢舨駛往新東榮號但郭湖沒有隨至。
12月19日，佛山輪領航員郭明在九龍地院被判有罪罰款500元，不僅被解僱，海員證也面臨吊銷。佛山輪其後入塢修理。佛山輪1963年原訂聖誕前復航，最終要待12月28日下午2時半復航。
1976年4月18日上午11:15，港澳客輪南山號及泰山號在分流對開海面相撞，但兩船並無大礙也無人受傷。